# Сожжённые приношения
«Сожжённые приношения» (англ. Burnt Offerings) — фильм режиссёра Дэна Кёртиса, снятый в 1976 году по новелле Роберта Мараско.

## Сюжет
Семья Рольфов — Мэриан, Бен, их 12-летний сын Дэвид и немолодая, но весьма энергичная тётушка Элизабет снимают у брата и сестры Аллардайс старинный особняк за весьма скромную сумму. Единственное условие — постояльцы должны заботиться об их престарелой матери, которая никогда не выходит из своей комнаты на самом верхнем этаже здания. В гостиной перед этой комнатой находится большая коллекция фотографий людей в стоячих рамках.
Первоначально всё идёт хорошо. Мэриан с энтузиазмом берётся за обустройство быта, благо, здесь предостаточно хорошо сохранившихся антикварных вещей, а холодильник просто набит свежими продуктами. Однако постепенно возникают проблемы — у Бена появляются то приступы ярости по отношению к сыну, то мучительные воспоминания о похоронах матери. Мэриан заботу о доме и миссис Аллардайс начинает ставить выше интересов семьи, вдобавок начинает одеваться в платья XIX века. А тётушка Бетт на глазах превращается в развалину. В одну из ночей она умирает на глазах у племянника, тогда как Мэриан спокойно кушает в гостиной миссис Аллардайс.
Бен понимает, что дальнейшее пребывание в этом доме представляет опасность. Тогда, схватив сына, он пытается бежать, однако дорогу их автомобилю преграждает упавшее дерево. Мужчина пытается таранить преграду, но получает серьёзную травму, в результате впадает в состояние, близкое к кататонии. Однажды Дэвид плавает в бассейне и едва не тонет прямо на глазах отца. Только выбежавшая из дома Мэриан спасает сына. Состояние Бена несколько улучшается, и он вместе с женой решает уехать отсюда.
Однако в последний момент Мэриан решает навестить миссис Аллардайс и надолго остаётся в доме. В конце концов Бен идёт в запретную комнату и видит там женщину, одетую в костюм XIX века. Подойдя ближе он видит, что это его жена. Мэриан встаёт из своего кресла и выталкивает мужа в окно. Увидев разбившегося насмерть отца, Дэвид в ужасе выбегает из машины, и на него обрушивается кирпичная труба. В финальных кадрах голоса Аллардайсов сообщают, что их мама снова вернулась домой, а среди коллекции фотографий появляются снимки Элизабет, Бена и Дэвида.

## В ролях
- Карен Блэк — Мэриан Рольф
- Оливер Рид — Бен Рольф
- Бёрджесс Мередит — Арнольд Аллардайс
- Айлин Хеккарт — Роз Аллардайс
- Ли Монтгомери — Дэвид Рольф
- Даб Тейлор — Уокер
- Бетт Дейвис — тётушка Элизабет
- Джозеф Райли — отец Бена
- Тодд Тёрканд — Бен в юности
- Орин Кэннон — служитель
- Джим Майерс — доктор Росс
- Энтони Джеймс — шофёр

## Награды
- 1976 год Премия «Сатурн»
  - Лучший фильм ужасов
  - Лучшая режиссура
  - Лучшая актриса второго плана
- 1977 год Международный кинофестиваль в Каталонии
  - Лучшая режиссура
  - Лучший актёр
  - Лучшая актриса